# لويز كيلهاو
لويز كيلهاو هي ناشطة سلام نرويجية، ولدت في 1860، وتوفيت في 1927.